# Cesson-Sévigné
Cesson-Sévigné (bret. Saozon-Sevigneg) – miejscowość i gmina we Francji, w regionie Bretania, w departamencie Ille-et-Vilaine.
Według danych na rok 1990 gminę zamieszkiwało 12 708 osób, a gęstość zaludnienia wynosiła 395 osób/km² (wśród 1269 gmin Bretanii Cesson-Sévigné plasuje się na 19. miejscu pod względem liczby ludności, natomiast pod względem powierzchni na miejscu 238.).

## Współpraca
- Waltrop, Niemcy
- Carrick-on-Shannon, Irlandia